# Scenic Rim

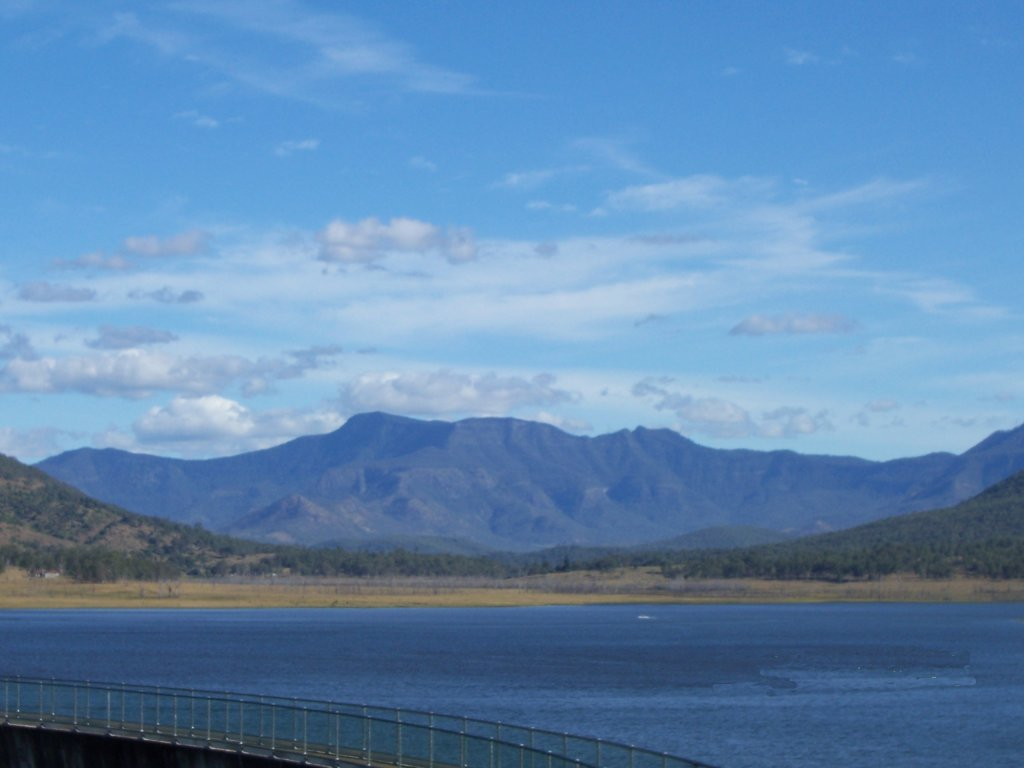
Le lac Moogerah dans la Scenic Rim.

La Scenic Rim (« la bordure pittoresque » en traduction littérale) est un groupe de chaînes de montagnes de la cordillère australienne au sud-est du Queensland. Cet ensemble comprend la Little Liverpool Range, la Main Range, les Mistake Ranges, la McPherson Range, les Tweed Ranges et les Border Ranges. L'ensemble forme un quart de cercle allant du sud de Toowoomba jusqu'à Springbrook. La Tamborine Mountain, le plateau de Lever en Nouvelle-Galles du Sud et le plateau de Lamington font aussi partie de la région.
Certaines parties de la région sont bien mises en valeur, traversées par des routes avec des installations pour les touristes, d'autres sont occupées par des propriétés agricoles mais la plus grande partie correspond à des régions éloignées, isolées et protégées dans des parcs nationaux comme le parc national du Main Range, le parc national de Lamington, le parc national des Border Ranges, le parc national du mont Barney et le parc national de Springbrook.
Il existe de nombreuses activités récréatives pour les alpinistes, les randonneurs et les amoureux de la nature dans les montagnes et dans les vallées de la Laidley Creek, la Christmas Creek (en), de la Fassifern Valley, la Numinbah Valley, l'Albert River, la Logan River, la Coomera River et la Bremer River.